# 戦〜第弐戦 二本松の虎
戦〜第弐戦 二本松の虎（いくさ〜だいにせん にほんまつのとら）は、2006年1月18日〜21日まで渋谷アップリングファクトリーで限定上映された日本映画。2005年公開の『戦 IKUSA』の続編。

## 出演
- 御堂一沙：高野八誠
- 山科龍真：小沢和義
- 大西宏志：遠藤憲一
- 桐野権：カトー
- 真野みちる：益子智行
- 境川長平：千太郎
- 辻村楓：安藤希
- 沢渡弁：佐藤貢三
- 亀山拳：木庭博光
- 小松力：上地雄輔
- 山本剛史
- 星ようこ
- 辻村町造：並樹史朗
- 羅月扇二：有薗芳記
- 鏡塚一平太：伊藤高
- 岩城利光：曽根英樹
- 鶴岡二郎：本宮泰風
- 速水寅男：津田寛治

## スタッフ
- 監督：本田隆一
- 原案・脚本・プロデューサー：永森裕二
- プロデューサー：黒須功
- 音楽：松石ゲル

## 戦 IKUSA
2005年10月1日公開、92分。

### 出演
- 御堂一沙：高野八誠
- 山科龍真：小沢和義
- 大西宏志：遠藤憲一
- 新堂新作：金山一彦
- 桐野権：カトー
- 真野みちる：益子智行
- 百瀬万吉：飯島大介
- 村貝銀：三浦誠己
- 羅月扇二：有薗芳記
- 佐藤二朗
- 嵯峨凛：橘実里
- 寺沢桃子：江口のりこ
- キモ：藤谷文子
- ハツ：橋本亜紀
- シロ：中島舞
- カワ：播田美保
- 向夏
- 布田道夫
- 舟村綱吉：小木茂光
- 鏡塚一平太：伊藤高
- 久保田寛：菅田俊
- 丹羽日出男：河原さぶ
- 岩城利光：曽根英樹
- 鶴岡二郎：本宮泰風
- 山科龍源：小沢仁志

### スタッフ
- 監督：本田隆一
- 製作：吉田尚剛、杉原晃史
- 原案・脚本・プロデューサー：永森裕二
- プロデューサー：野口周三、黒須功
- 音楽：松石ゲル
- 撮影：下元哲
- 照明：梶野考
- 録音：塩原政勝
- 衣装：小里幸子
- ヘアメイク：嶋津奈央
- スチール：奥川彰
- 助監督：広田幹夫
- アニメーション制作：長谷川陽子